# 阿克苏市良种场
阿克苏市良种场，是中华人民共和国新疆维吾尔自治区阿克苏地区阿克苏市下辖的一个类似乡级单位。

## 行政区划
阿克苏市良种场下辖以下地区：
库木克什拉克社区、尤喀克乔格塔勒社区、尤库日科克巴什社区、托万科乔格塔勒社区、托万科克巴什社区和丘格塔勒社区。